# Edi Köhldorfer
Edi Köhldorfer (* 22. April 1966 in Feldbach, Steiermark) ist ein österreichischer Gitarrist, Komponist, Arrangeur und Buchautor.

## Leben
Edi Köhldorfer fing mit 16 Jahren an, klassische Gitarre an der Musikuniversität Graz zu studieren. Während des Studiums befasste er sich mit vielen Stilrichtungen der Musik und gewann unter anderem in der Kategorie Jazz mit dem Geiger Benjamin Schmid den ersten Preis beim Concours International Yehudi Menuhin in Paris.
Nach Beendigung des Studiums in Graz ging er nach Wien und studierte dort Jazzgitarre am Konservatorium der Stadt Wien Privatuniversität (MUK). Während des ersten Jahres in Wien gründete er die Band Hot Gossip.
Nach dem Studium gründete er das Trio Speak mit Volker Wadauer (Bass) und Hary Ganglberger (Schlagzeug), mit dem er drei CDs veröffentlichte. Es entstand eine eigene Formation Edi Köhldorfer Trio, die 2001 die CD Edi Köhldorfer Trio – Shhh … herausbrachte. Von 2002 bis 2004 arbeitete Köhldorfer intensiv mit der Sängerin Patrizia Ferrara an einem Duo-Repertoire. Eine CD erschien im Mai 2004. Gleichzeitig erfolgte eine erneute Zusammenarbeit mit Benjamin Schmid bei der CD Hommage á Grappelli.
2003–2013 spielt er mit der Oberkrainer Jazz- und Popgruppe Global Kryner. Die erste CD Global.Kryner erreichte 2004 Gold in Österreich. 2004 bekam er den Amadeus Award in der Kategorie „Beste Rock/Popgruppe national“. Die zweite CD Krynology erschien 2005; ebenso vertrat Global Kryner Österreich beim Eurovision Song Contest 2005 in Kiew, schied aber in der Vorrunde aus. 2006 erhielten sie den Prix Pantheon in der Kategorie „frühreif und verdorben“, 2007 folgte die Veröffentlichung der dritten CD Weg. 2008 folgte die CD Live in Luxembourg, 2009 die CD Global Kryner vs. The Rounder Girls, 2011 Global Kryner – Coverstories. Die Band spielte an die 1000 Konzerte, Radio- und TV-Auftritte in fast 20 Ländern
Im Jahr 2007 präsentierte er sein Soloprogramm, mit dem er 2008 erstmals auf Tour war.
2012 erfolgte die Veröffentlichung der CD Barbara Dennerlein feat. Edi Köhldorfer – Spiritual Movement No. 3, 2013 die Gitarre Solo-CD Alone at Last.
Mit Stefan Sterzinger erschienen die zwei Alben "Keuschheit und Demut in Zeiten der Cholera" (2017) und "Leise im Kreise" (2022). Mit Uli Datler "STINGfluenced" (2017). Seit 2018 tourt er konstant mit den tschechischen Jazz-Legenden František Uhlíř (b) und Jaromír Helešic (dr) als "The KUH Trio". Gemeinsam haben sie 2020 die CD "Old Sound" veröffentlicht.
2022 veröffentlichte er The Riddance mit 27 Musikern aus 4 Kontinenten. Auf der 2023 erschienenen CD „Fish & Fowl“ widmete er sich der Begegnung von improvisierter Musik (Free Jazz) und digitaler Nachbearbeitung kombiniert mit Electronic.
Mit dem 2024 erschienenen Album „Edi Köhldorfer Trio – Hover“ präsentierte Edi Köhldorfer seine neue working band mit Harald Tanschek an den drums und Martin Heinzle am Bass. 
Daneben hat sich Edi Köhldorfer einen Namen als Orchester- und Kammermusik-Gitarrist gemacht. Seit 1998 spielte er unzählige Produktionen (Konzerte, CD-Aufnahmen etc.) mit verschiedenen Orchestern wie Wiener Philharmoniker, Wiener Symphoniker, Klangforum Wien, Radio Symphonie Orchester Wien, Niederösterreichisches Tonkünstler Orchester, Ensemble Die Reihe, Ensemble Kontrapunkte uvm.
Außerdem weitere CD-Produktionen und Zusammenarbeit mit Dee Dee Bridgewater, Stewart Copeland, Rudi Berger, Tobias Moretti, Jose Carreras, Angelika Kirchschlager, Thomas Gansch, Georg Breinschmid, Stella Jones, Stefan Sterzinger, Uli Datler uvm.
Edi Köhldorfer ist Autor des Ultimate Scale Book.
Er unterrichtet an der Universität für Musik und darstellende Kunst (MDW) in Wien und am Musikschulverband Wienerwald-Mitte.

## Diskografie (Auswahl)
- 1993: Speak - Oh, My God
- 1995: Speak - Listen or Speak
- 1998: Speak - Speaklive
- 2001: Edi Köhldorfer Trio - Shhh...
- 2006: Patrizia Ferrara/Edi Köhldorfer
- 2012: Barbara Dennerlein feat. E. K. - Spiritual Movement no. 3
- 2012: Edi Köhldorfer - Alone at Last
- 2020: The KUH Trio - Old Souls
- 2022: Edi Köhldorfer - The Riddance
- 2023: Edi Köhldorfer - Fish & Fowl
- 2024: Edi Köhldorfer Trio - Hover